# Велико херцогство Баден
Великото херцогство Баден (на немски: Großherzogtum Baden) е от 1806 до 1871 г. суверенна държава. Създава се от Курфюрство Баден и на 14 ноември 1918 г. става демократична Република Баден („Свободна народна република Баден“, Freie Volksrepublik Baden).
Първият велик херцог е курфюрст Карл Фридрих от Дом Баден (Церинги). Столица е Карлсруе.

## Велики херцози на Баден (Церинги)
- 1806 – 1811: Карл Фридрих
- 1811 – 1818: Карл Лудвиг Фридрих
- 1818 – 1830: Лудвиг I

### Морганатска линия Баден
- 1830 – 1852: Леополд
- 1852 – 1858: Лудвиг II (1852 – 1856) свален († 1858)
- 1858 – 1907: Фридрих I, (регент 1852 – 1856)
- 1907 – 1918: Фридрих II, отказва се от трона на 22 ноември 1918